# Fabrizio Jovine
Fabrizio Jovine (Roma, 1º settembre 1939 – Roma, 16 settembre 2023) è stato un attore italiano.

## Biografia
Fabrizio Jovine divenne noto principalmente per i ruoli interpretati nei film Sette note in nero (1977) e Paura nella città dei morti viventi (1980) diretti da Lucio Fulci.
Aveva esordito al cinema ed in televisione alla fine degli anni ‘60. Dal 1982 al 1995 si trasferì prima negli Stati Uniti d'America e in seguito in Francia occupandosi di produzione. Rientrato in Italia, riprese la recitazione, interpretando anche il ruolo del coprotagonista nel film Cash Express di Federico Bruno.

## Filmografia parziale

### Cinema
- L'avventuriero, regia di Terence Young (1967)
- Roma come Chicago, regia di Alberto De Martino (1968)
- Sequestro di persona, regia di Gianfranco Mingozzi (1968)
- Il generale dorme in piedi, regia di Francesco Massaro (1972)
- Quelli della banda Beretta (Le gang des otages), regia di Édouard Molinaro (1973)
- L'albero dalle foglie rosa, regia di Armando Nannuzzi (1974)
- Mussolini ultimo atto, regia di Carlo Lizzani (1974)
- Processo per direttissima, regia di Lucio De Caro (1974)
- Il sorriso del grande tentatore, regia di Damiano Damiani (1974)
- Anno uno, regia di Roberto Rossellini (1974)
- Salvo D'Acquisto, regia di Romolo Guerrieri (1975)
- Storie di vita e malavita, regia di Carlo Lizzani (1975)
- Natale in casa d'appuntamento, regia di Armando Nannuzzi (1976)
- Goodbye & Amen, regia di Damiano Damiani (1977)
- Sette note in nero, regia di Lucio Fulci (1977)
- Gardenia il giustiziere della mala, regia di Domenico Paolella (1979)
- Paura nella città dei morti viventi, regia di Lucio Fulci (1980)
- Luca il contrabbandiere, regia di Lucio Fulci (1980)
- Cash Express, regia di Federico Bruno (1995)
- Il cielo cade, regia di Andrea Frazzi e Antonio Frazzi (2000)
- Ribelli per caso, regia di Vincenzo Terracciano (2001)
- Tutto tutto niente niente, regia di Giulio Manfredonia (2009)
- Hard Night Falling, regia di Giorgio Bruno (2019)

### Televisione
- Il circolo Pickwick (1968) - serie TV
- FBI - Francesco Bertolazzi investigatore (1970) - serie TV
- Oltre il duemila (1971) - miniserie TV
- La contessa Lara, regia di Dante Guardamagna (1975)  - mini serie TV
- L'isola del gabbiano (Seagull Island) (1981) - miniserie TV
- Ferrari (2003) - miniserie TV
- Giovanni Paolo II (2005) - miniserie TV
- Distretto di Polizia 9 (2009) – serie TV, 5 episodi
- The Young Pope (2016) - miniserie TV
- Suburra - La serie (2020) - serie TV